# Kwirynał
Kwirynał (łac. Collis Quirinalis, wł. Quirinale) – najwyższe z siedmiu wzgórz Rzymu, znajdujące się w centrum miasta, po wschodniej stronie Tybru. W czasach antycznych składało się z trzech szczytów: Latiaris, Mucialis i Salutaris, które zniknęły z powodu prac budowlanych prowadzonych od XVI wieku.
Zgodnie z rzymską legendą na wzgórzu znajdowała się wioska zamieszkana przez Sabinów, a król Tytus Tacjusz zamieszkiwał na nim po zawarciu pokoju między Rzymianami i Sabinami. Sabinowie wznieśli tu ołtarz na cześć ich boga Kwiryna, od imienia którego wzgórze otrzymało nazwę. W okresie republiki wraz z Wiminałem Kwirynał tworzył jedną z 4 dzielnic miasta. Tu wzniesiono świątynię boga Kwiryna. Pod koniec republiki (I w. p.n.e.) wzgórze przeobraziło się w dzielnicę pałaców i ogrodów (słynne ogrody Cezara – późniejsze Horti Sallustiani). Aurelian wybudował tu świątynię Słońca, Domicjan świątynię Flawiuszów.
W czasach Konstantyna Wielkiego (IV w.) zbudowano tu wielkie termy, a w 1603 r. na ich miejscu pałac Rospigliosi (dziś Galeria Pallavicini). Na wzgórzu stoi wybudowany w 1574 r. Pałac Kwirynalski (dawna rezydencja papieży, potem królów XIX/XX w., obecnie siedziba prezydenta republiki).
Obecnie na Kwirynale mieści się:
- pałac Prezydenta Republiki Włoch, zwany także Kwirynałem;
- barokowy kościół św. Andrzeja, w którym znajdują się relikwie świętego Stanisława Kostki.

Siedem wzgórz Rzymu

Zmarł tu papież Sykstus V.